# أولد ترافورد (منطقة)
أولد ترافورد هي منطقة في ترافورد، مانشستر الكبرى، إنجلترا، تحد مدينتي مانشستر وسالفورد، وتقع على بعد اثنان ميل (3.2 كـم) جنوب غرب مانشستر في المقاطعة التاريخية لانكشر. وهي الطرف الشمالي الشرقي لالدائرة الانتخابية ستريتفورد وأورمستون، ويحدها تقريبًا بوابتان قديمتان للرسوم، بروكس بار وترافورد، من الشرق والغرب.
أولد ترافورد هو موقع ملعب أولد ترافورد، موطن لانكشر، وملعب أولد ترافورد، موطن مانشستر يونايتد، على طرفي نقيض من طريق براين ستاثام (وارويك رود سابقًا) وطريق سير مات بسبي (وارويك رود نورث سابقًا). يحتفظ الطريق بينهما باسم وارويك رود، والقسم الجنوبي على الجانب الآخر من خط مانشستر هو وارويك رود ساوث.

## التاريخ
كان أولد ترافورد نقطة عبور فوق نهر إيرويل في العصور القديمة. ربما اشتق اسم أولد ترافورد من الفترة التي كان فيها قاعتا ترافورد، قاعة أولد ترافورد وقاعة نيو ترافورد. كانت القاعة القديمة قريبة مما يعرف الآن بوايت سيتي ريتيل بارك، وقيل إنها كانت موطن عائلة دي ترافورد منذ عام 1017، حتى انتقلت العائلة إلى القاعة الجديدة فيما يعرف الآن بـترافورد، في وقت ما بين عامي 1672 و1720. قد يكون اسم المنطقة المحيطة بقاعة أولد ترافورد قد اختُصر لاحقًا إلى أولد ترافورد. هُدمت القاعة القديمة عام 1939.
في عشرينيات القرن التاسع عشر، اختار عالم مانشستر جون دالتون أولد ترافورد موقعًا للحدائق الملكية للبستنة والنباتات بسبب هوائها النظيف وغير الملوث، وهكذا بدأت علاقة المنطقة بالرياضة والترفيه. أدت شعبية الحدائق النباتية، التي كانت مشابهة لـقصر الكريستال، إلى بناء الأثرياء منازل كبيرة في المنطقة. في عام 1857، ومرة أخرى في عام 1887، استضافت الحدائق معارض للكنوز الفنية، الأول كجزء من معرض كنوز الفن والثاني احتفالًا باليوبيل الفضي لالملكة فيكتوريا. تشكلت أوركسترا هالليه للمشاركة في المعرض الأول من هذه المعارض. تم شراء موقع الحدائق النباتية بواسطة وايت سيتي ليمتد في عام 1907، وأصبح فيما بعد مدينة ملاهي، على الرغم من أن الاسم لا يزال موجودًا في الشارع المسمى الحدائق النباتية. من الخمسينيات إلى السبعينيات، استُخدم ملعب وايت سيتي كمسار لسباق الكلاب السلوقية وسباق سيارات السباق. هذا الموقع هو الآن وايت سيتي ريتيل بارك. المدخل الأمامي هو كل ما تم الحفاظ عليه من الحدائق النباتية القديمة. بالقرب، في موقع ما يعرف الآن بمقر مانشستر الكبرى، كان معهد هينشو للمكفوفين، والذي افتتح في الأصل كمأوى هينشو للمكفوفين عام 1837. بجواره في نفس الموقع كان المعهد الملكي للصم، حيث صُور فيلم ماندي.
توسع أولد ترافورد وأصبح منطقة حضرية بعد بناء قناة مانشستر الملاحية في تسعينيات القرن التاسع عشر، والتطور اللاحق لترافورد بارك القريبة، في أوائل القرن العشرين. وفر ترافورد بارك فرص عمل لآلاف السكان المحليين. كما تم توفير فرص عمل على نطاق أصغر، لا سيما من قبل السكك الحديدية (كان لدى ترافورد وحدها أكثر من 300 موظف)، مربى دوير، فيمتو، مطاحن أركادي صويا ولويغ أوبنهايمر الفسيفسائية. يمتلك الفيلق الطبي بالجيش الملكي البريطاني والجيش الإقليمي قواعد راسخة في المنطقة.
شهدت إزالة الأحياء الفقيرة خلال الستينيات وأوائل السبعينيات هدم بعض المباني السكنية القديمة ذات الطراز الفيكتوري. ومع ذلك، بعد الفشل الملحوظ للأهلة الخرسانية ذات الوصول إلى السطح في هولم، فضل سكان أولد ترافورد التجديد على الهدم. ونتيجة لذلك، لا يزال هناك العديد من الشوارع ذات المنازل المتلاصقة الفيكتورية في المنطقة.
بحلول عام 1985، انخفضت نسبة التوظيف في ترافورد بارك إلى 24,500، حيث ارتفعت البطالة في شمال غرب إنجلترا لتتجاوز 30 بالمائة في بعض المناطق الحضرية الداخلية. وأُغلقت سالفورد كويز القريبة، والتي كانت أيضًا مصدرًا رئيسيًا للتوظيف المحلي، في عام 1982. وبصفتها سالفورد المُعاد إحياؤها، أصبحت جزءًا رمزيًا من تجديد مانشستر بشكل عام.

## الحكم
كان أولد ترافورد في السابق قرية صغيرة في بلدة سترتفورد. كانت ضمن مقاطعة سترتفورد البلدية حتى عام 1974. في عام 1974، ونتيجة لقانون الحكم المحلي 1972، أصبحت جزءًا من ترافورد في مانشستر الكبرى. منذ إعادة تنظيم حدود الدوائر الانتخابية في ترافورد عام 2004، تم تقسيم أولد ترافورد بين دائرة كليفورد ودائرة لونغفورد، مع الجزء الأكبر في الأولى.
يُعد أولد ترافورد جزءًا من الدائرة الانتخابية البرلمانية لـستريتفورد وأورمستون، ويمثل الطرف الشمالي الشرقي من ترافورد. عضو البرلمان الحالي هو أندرو ويسترن من حزب العمال.
في عام 2005، اقترح مجلس ترافورد على لجنة الحدود لإنجلترا نقل دوائر غورس هيل، لونغفورد، وكليفورد - التي تشمل أولد ترافورد - إلى دائرة سالفورد وذا كويز الجديدة، جنبًا إلى جنب مع بعض الدوائر الأخرى من سالفورد. في التحقيق العام اللاحق في نوفمبر 2005، عارضت بيفيرلي هيوز التغيير، بالإضافة إلى اقتراح بديل لإنشاء دائرة سالفورد وأولد ترافورد. رفضت لجنة الحدود مقترحات مجلس ترافورد، مشيرة إلى وجود "معارضة قوية لإنشاء دائرة تعبر قناة مانشستر الملاحية و... أن القناة توفر حدًا واضحًا لا ينبغي اختراقه".

## الجغرافيا
يحد أولد ترافورد فيرس وود، غورس هيل وترافورد بارك. المنطقة هي في الواقع شبه جزيرة، حدودها الشمالية هي نهر إيرويل، الذي أصبح الآن قناة مانشستر الملاحية، ومن الشرق رافد لنهر إيرويل، كورنبروك، الذي تم تحويله إلى مجرى مائي تحت الأرض مع نمو المنطقة في القرن التاسع عشر. كما تم تحويل الحد الجنوبي، بلاك بروك، إلى مجرى مائي تحت الأرض في نفس الوقت تقريبًا، تحت طريق أبير شورلتون. لم يتم تعديل بعض التجاوزات الصغيرة بسبب مسار الجدول تحت الأرض حتى أواخر الثمانينيات.
يشكل أولد ترافورد الطرف الشمالي الشرقي من سترتفورد ويجاور سانت جورج، هولم، والي رينج وموس سايد - وجميعها تقع في مانشستر - وأوردسال إلى الشمال الشرقي، والتي تقع في مدينة سالفورد. عند مفترق طرق بروكس بار، تلتقي الحدود بين أولد ترافورد وهولم وموس سايد ووالي رينج.
على الجانب الغربي من المنطقة، سميت سيمور غروف على اسم بقال المليونير السير توماس سيمور ميد.

## المعالم

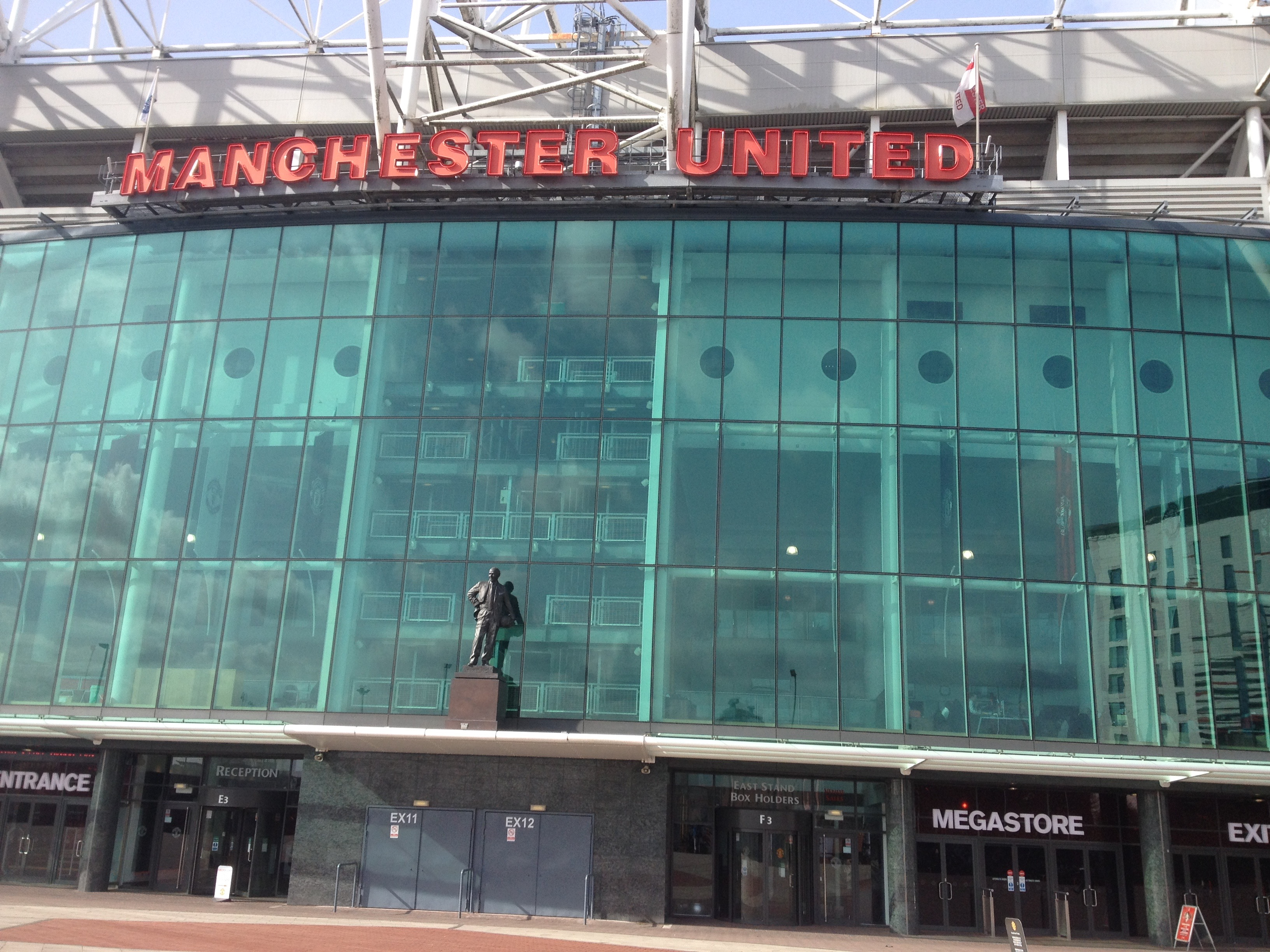
ملعب أولد ترافورد

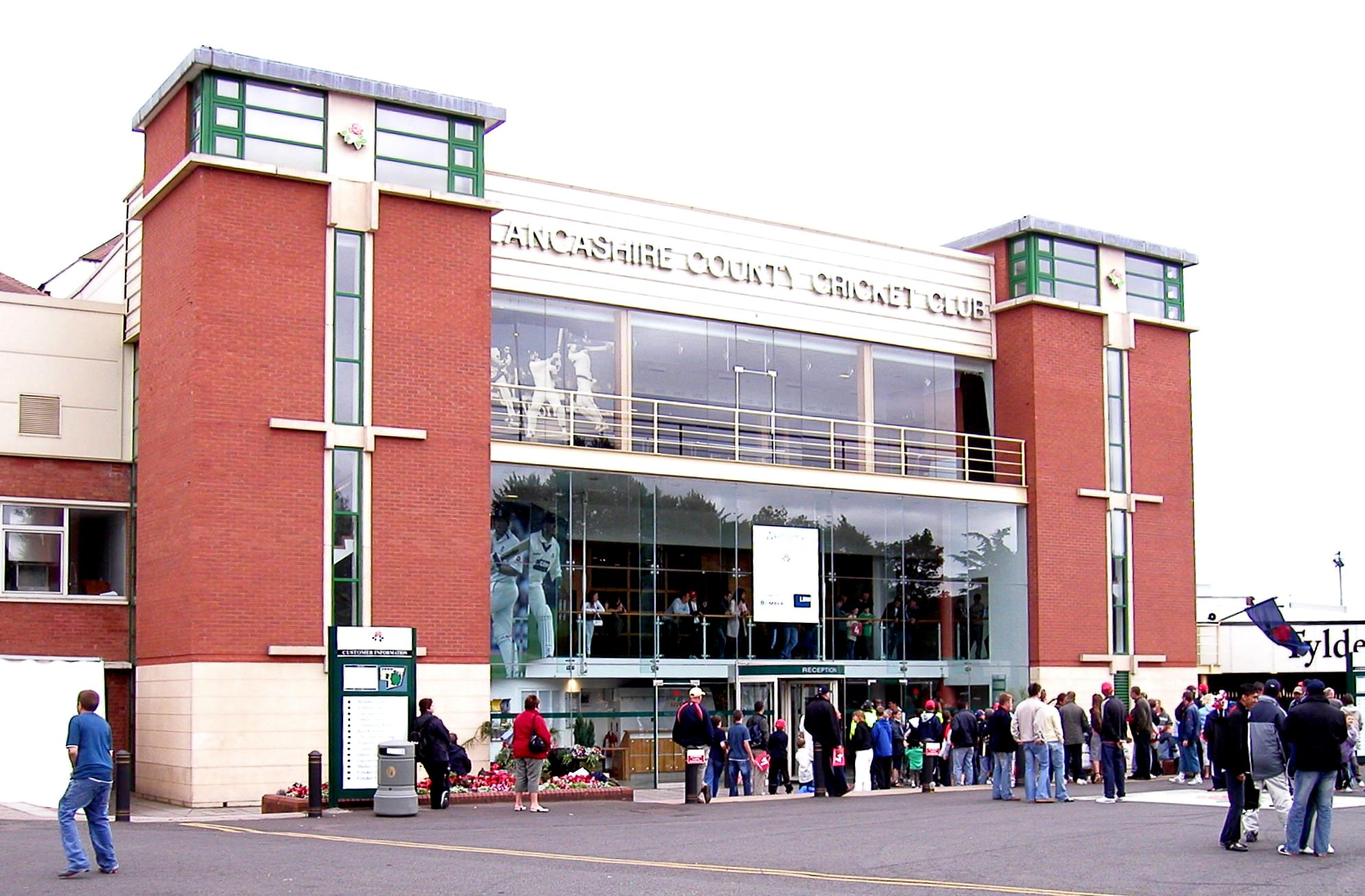
نادي لانكشر للكريكيت

حتى منتصف القرن العشرين، كانت هناك أربع دور سينما في أولد ترافورد: مسرح إمبيريال بيكتشر في طريق تشورلتون، بروكس بار، ذا غلوب في شارع كورنبروك، ذا ليسيوم في سيتي رود وبيت ترافورد بيكتشر في طريق تالبوت. ثلاثة من المباني نجت، على الرغم من أنها لم تعد تعمل كدور سينما. افتتح الإمبيريال عام 1913، ولفترة وجيزة في السبعينيات أصبح سينما للأفلام الآسيوية. أُغلق عام 1979، ويشغل المبنى الآن تجارة الأخشاب والأدوات الحديدية. كانت المباني التي يشغلها ذا غلوب في الأصل جزءًا من مستودع عربات الترام التي تجرها الخيول التابع لـمانشستر يونايتد. أُغلقت السينما في منتصف الستينيات، وتُستخدم الآن كمستودع. افتتح الليسيوم عام 1915، وأُغلق أيضًا في الستينيات. يُستخدم مبناه الآن للمناسبات الخاصة. افتتح بيت ترافورد بيكتشر عام 1922، وأُغلق عام 1958. بعد فترة استُخدم فيها كقاعة مزادات للمركبات، أصبح المبنى مهجورًا، وهُدم عام 1997.

## الوقت الحاضر
اليوم، يبلغ عدد سكان أولد ترافورد حوالي 13,000 نسمة. لطالما كان التنوع الثقافي سمة مميزة للمنطقة لأكثر من قرن. استقر المهاجرون الأيرلنديون في المنطقة منذ ثمانينيات القرن التاسع عشر، قادمين إلى مانشستر للعمل في قناة مانشستر الملاحية. وصل المهاجرون البولنديون وأوروبا الشرقية خلال وبعد الحرب العالمية الثانية. وصل المجتمع لأفرو-كاريبي واستقر في الخمسينيات والستينيات. بدأ الناس من شبه القارة الهندية في الوصول خلال الستينيات ولكنهم استقروا بأعداد أكبر اعتبارًا من الثمانينيات فصاعدًا.
يُعد أولد ترافورد من بين أكثر 10% من المناطق المحرومة في إنجلترا، حيث يعاني من مشاكل البطالة، وسوء السكن، وانخفاض التحصيل التعليمي. كما أن لديه مستويات جريمة شبابية أعلى بكثير من المتوسط الوطني.
يُعد طريق أيرس والمناطق المحيطة به قلب أولد ترافورد الحديث، ويوفر السير في هذا الطريق لمحة حقيقية عن الطبيعة المتعددة الثقافات للحي، بما في ذلك محلات البقالة المتنوعة التي تبيع المواد الغذائية من أوروبا، والكاريبي، وجنوب شرق آسيا؛ وكنيسة الروم الكاثوليك، كنيسة سانت ألفونسوس، التي يرتادها غالبًا جماعة أيرلندية، ومركز سانت جونز المجتمعي النابض بالحياة والنشاط، وشيزهان هاوس، مركز الطب الصيني، في موقع مكاتب فيمتو القديمة. يثير الشاعر المانشستري ليمن سيساي شيئًا من هذا الجو في قصيدته طريق أيرس.

## الدين والمجتمع
أفاد 45% فقط من سكان دائرة كليفورد (الدائرة التي تحتوي على الجزء الأكبر من أولد ترافورد) أنهم مسيحيون في تعداد عام 2001، مقارنة بـ 76% في ترافورد بأكمله، و 72% في إنجلترا. ينعكس هذا في العدد المرتفع بشكل غير عادي لأماكن العبادة غير المسيحية في المنطقة.
يوجد معبد بوذي، وهو معبد فو كانغ شان البوذي، على الرغم من أن نسبة البوذيين المسجلين لا تتجاوز 0.2% من سكان المنطقة، وهي نفس النسبة تقريبًا بالنسبة لـاليهود. تم تحويل المكتبة السابقة في طريق سترتفورد إلى مركز ثقافي صيني، ويوجد مركز طبي صيني في طريق أيرس. لسنوات عديدة، كان المجتمع البولندي الكبير يمتلك نقطة تجمع في ناديهم للجنود السابقين في شارع شروسبيري، ولكن هذا النادي قد أُغلق.

### مجتمعات جنوب آسيا
منذ الثمانينات، أصبح أولد ترافورد موطنًا لاثنين من المجتمعات الكبيرة من جنوب آسيا - البنجاب الباكستانيون - وجميعهم تقريبًا مسلمون. يمثل المسلمون أكبر مجموعة دينية غير مسيحية في المنطقة، بنسبة 28% من السكان، مقارنة بـ 3% في ترافورد بأكمله. لخدمة هذا المجتمع، توجد أربعة مساجد في المنطقة؛ مسجد فايزان-إي-إسلام، مسجد الهداية، مسجد النور، ومسجد إمدادية.
يوجد أيضًا مجتمع سيخي أصغر، وله غوردوارا خاصة به في والي رينج، وهو معبد سانجات بهاترا السيخ، في طريق أبير شورلتون. يشكل السيخ 4% من سكان المنطقة، وهي نسبة أعلى بكثير من المتوسط البالغ أقل من 1% لترافورد وإنجلترا.

### الكنائس
كنيسة الروم الكاثوليك سانت ألفونسوس (1904) في طريق أيرس، أولد ترافورد، تقع في أبرشية سالفورد، وكنائس كنيسة إنجلترا تقع في أبرشية مانشستر.
تأسست كنيسة كنيسة إنجلترا سانت برايد عام 1878 (المهندسان بينينغتون وبريدجين) وافتتحت كنيسة ثانية عام 1991: تم افتتاح المبنى الثالث الحالي (جزء من مركز ليم لايت للصحة والرفاهية) في عام 2016. نشأت الكنيسة كبعثة تبشيرية في شارع كورنبروك عام 1863؛ كانت كنيسة عام 1878 على الطراز القوطي الحديث.

## التعليم
بالإضافة إلى بقية ترافورد، يحافظ أولد ترافورد على نظام تعليم انتقائي يتم تقييمه من خلال امتحان 11-بلس. توجد مدرسة ثانوية واحدة فقط في أولد ترافورد؛ وهي مدرسة ثانوية خاصة بالإناث فقط، مسلمة، ولكن هناك ثلاث مدارس ابتدائية داخل المنطقة.

## ملاعب أولد ترافورد

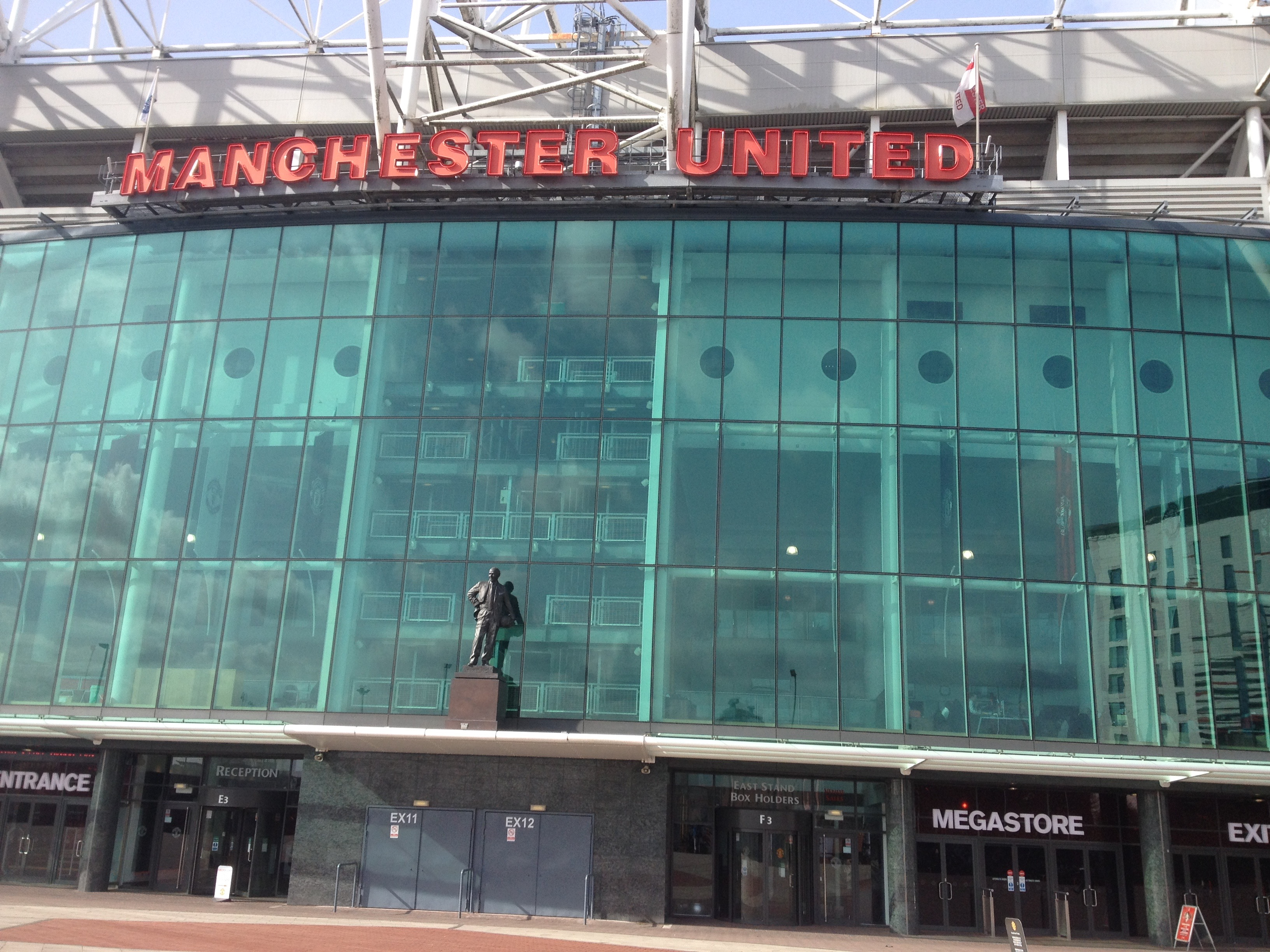
ملعب أولد ترافورد

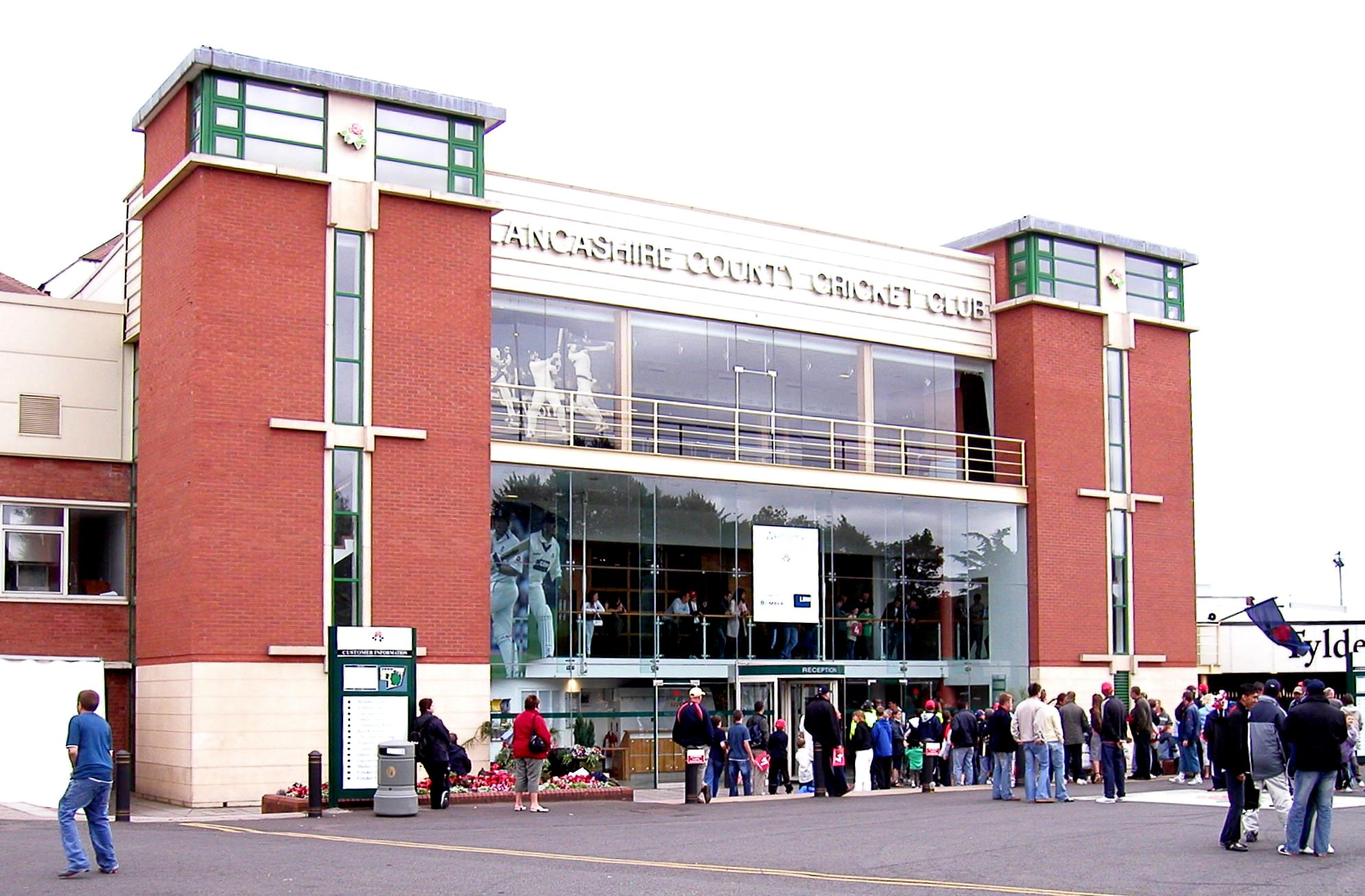
نادي لانكشر للكريكيت

كان أولد ترافورد هو موقع ملعب لانكشر ملعب أولد ترافورد منذ عام 1857. قبل تشكيل النادي، في عام 1864، كان موطنًا لـمانشستر، الذي انتقل إلى هنا عام 1856. يقع ملعب مانشستر يونايتد، المعروف أيضًا باسم ملعب أولد ترافورد، بالقرب منه.
كان ملعب نادي التنس الشمالي في أولد ترافورد من عام 1882 إلى 1909 (بالقرب من ملعب الكريكيت): يُخلد هذا الاسم في اسم شارع تنس ستريت. كان الانتقال إلى ويست ديدزبوري في عام 1909 بسبب التصنيع في ترافورد بارك وما يترتب على ذلك من تلوث الهواء. تم تفكيك الجناح الخشبي وإعادة نصبه في الملعب الجديد.

## شخصيات بارزة
من بين الشخصيات البارزة التي وُلدت أو عاشت في المنطقة الناشطة السياسية والاجتماعية سيلفيا بانكهيرست، المغنية إين كورتيس، من جوي ديفيجن وزوجته، المؤلفة ديبورا كورتيس، المغني الرئيسي السابق لـذا سميثز موريسي، الفنان لورنس ستيفن لاوري، الطيار جون ألكوك، دودي سميث، مؤلفة رواية مئة مرقش ومرقش. كما شهد أولد ترافورد اثنين من الفائزين بـصليب فيكتوريا في الحرب العالمية الأولى: تشارلز كوفيرديل، وهو رقيب في مانشستر يونستر، وجيمس مارشال، ضابط في لانكشر. وُلدت ريبيكا لونغ بيلي، عضوة البرلمان عن سالفورد وإكليس والسكرتيرة الرئيسية لوزارة الخزانة في الظل، في ترافورد. وُلد المغني الرئيسي السابق لـذا سميثز موريسي في ترافورد.

### ببليوغرافيا
- 'بلدات: سترتفورد'، في فارير، ويليام؛ براونبيل، ج.، المحررون (1911). تاريخ مقاطعة لانكستر: المجلد 4. لندن: كونستابل آند كومباني. ص. 329. ISBN:9781314557039.
- ماسي، صموئيل (1976). تاريخ سترتفورد. جون شيرّات آند صن. ISBN:0-85427-046-9.
- ماسترسون، فيكي؛ كليف، كارين (2002). سترتفورد تاريخ مصور. شركة بريدون بوكس للنشر. ISBN:1-85983-321-7.
- نيكولز، روبرت (1996). ترافورد بارك: المائة عام الأولى. فيليمور آند كو. ISBN:1-86077-013-4.
- ريندل، دوغلاس (1998). دور سينما ترافورد. مجموعة جارفيس للطباعة. ISBN:0-9512560-1-7.
- سبنسر، روبن (1897). دراسة لتاريخ، تجارة وصناعات لانكشر؛  ... مع رسم بياني لسيرة روبن سبنسر  ... Biographical Publishing Co. ISBN:0-9512560-1-7.
- مجلس ترافورد (يونيو 1994). ترافورد، مانشستر الكبرى. شركة النشر البريطانية. ترافورد1994.

## روابط خارجية
- "أخبار أولد ترافورد". مؤرشف من الأصل في 2007-11-05. اطلع عليه بتاريخ 2008-01-20.
- "أصدقاء أولد ترافورد". مؤرشف من الأصل في 2025-03-21.
- "جولة مشي إرشادية حول ترافورد". مؤرشف من الأصل في 2025-02-23.
- "معرض كنوز الفن 1857". معرض مدينة مانشستر الفني. مؤرشف من الأصل في 2014-01-12.